# Shrirampur, Maharashtra
Shrirampur är en stad i den indiska delstaten Maharashtra, och tillhör distriktet Ahmednagar. Folkmängden uppgick till 89 282 invånare vid folkräkningen 2011.